# New Echota
New Echota war von 1825 bis 1838 die Hauptstadt der Cherokee, einem Volk amerikanischer Indianer. Das 81 Hektar große Gebiet von New Echota liegt nördlich des heutigen Calhoun im Gordon County im amerikanischen Bundesstaat Georgia. Die Cherokee Nation lebte dort bis zu ihrer gewaltsamen Vertreibung durch die US-Armee. Diese Vertreibung der Indianer wurde als Pfad der Tränen bekannt.
Die Stätte ist ein State Park, wurde als Historic Site ausgewiesen, am 13. Mai 1970 in das National Register of Historic Places aufgenommen und am 7. November 1973 als National Historic Landmark District deklariert.

## Geschichte
Im frühen 19. Jahrhundert verwarfen die Cherokee ihr traditionelles Clan-System und entwickelten ein Regierungssystem, ähnlich dem der Vereinigten Staaten. Es wurde ein Parlament eingerichtet, um Gesetze zu verabschieden und Verträge zu genehmigen. Hierzu wurde das Stammesgebiet in acht Distrikte aufgeteilt. Für jeden Distrikt wurden vier Abgeordnete gewählt, die ein „National Council“ genanntes Unterhaus bildeten. Diese Körperschaft wählte zwölf Mitglieder für das „National Comitee“ (Oberhaus) aus. Diese wiederum, wählten die drei Regierungsmitglieder, den Oberhäuptling („Principal Chief“), seinen Stellvertreter („Assistant Principal Chief“) und einen Finanzminister.
Seit 1819 fanden jährliche Treffen des Stammesrates der Cherokee in Gansagi (Gansigiyi) statt. Dieser Ort wurde auch New Town (neue Stadt) genannt. Die Einheimischen nannten das Gebiet The Fork (Flusssgabelung) oder Fork Ferry (Fähre an der Flussgabelung). Die Bezeichnungen kamen zustande, da das Gebiet am Zusammenfluss der Flüsse Coosawattee River und Conasauga River zum Oostanaula River liegt und es dort bis 1835 eine Fährstation gab, die hauptsächlich von Alexander McCoy betrieben wurde.
Am 12. November 1825 wurde New Town zur Hauptstadt der Cherokee erklärt und als Planstadt neu angelegt. Die Hauptstadt wurde in New Echota umbenannt, zusammengesetzt aus New Town und Echota. Die ehemalige Siedlung Chota, oder auch Echota, lag im heutigen Tennessee und war seit Mitte des 18. Jahrhunderts bis 1788 die Hauptstadt der Overhill Cherokee. Echota bedeutet in der Cherokee-Sprache Stadt. Zwei Jahre nach der Erklärung zur Hauptstadt verabschiedeten die Cherokee in New Echota eine Verfassung.
Im Jahr 1830 bevölkerten bereits 50 Cherokee die Ansiedlung. Zu Ratsversammlungen füllten mehrere hundert Cherokee die Stadt.

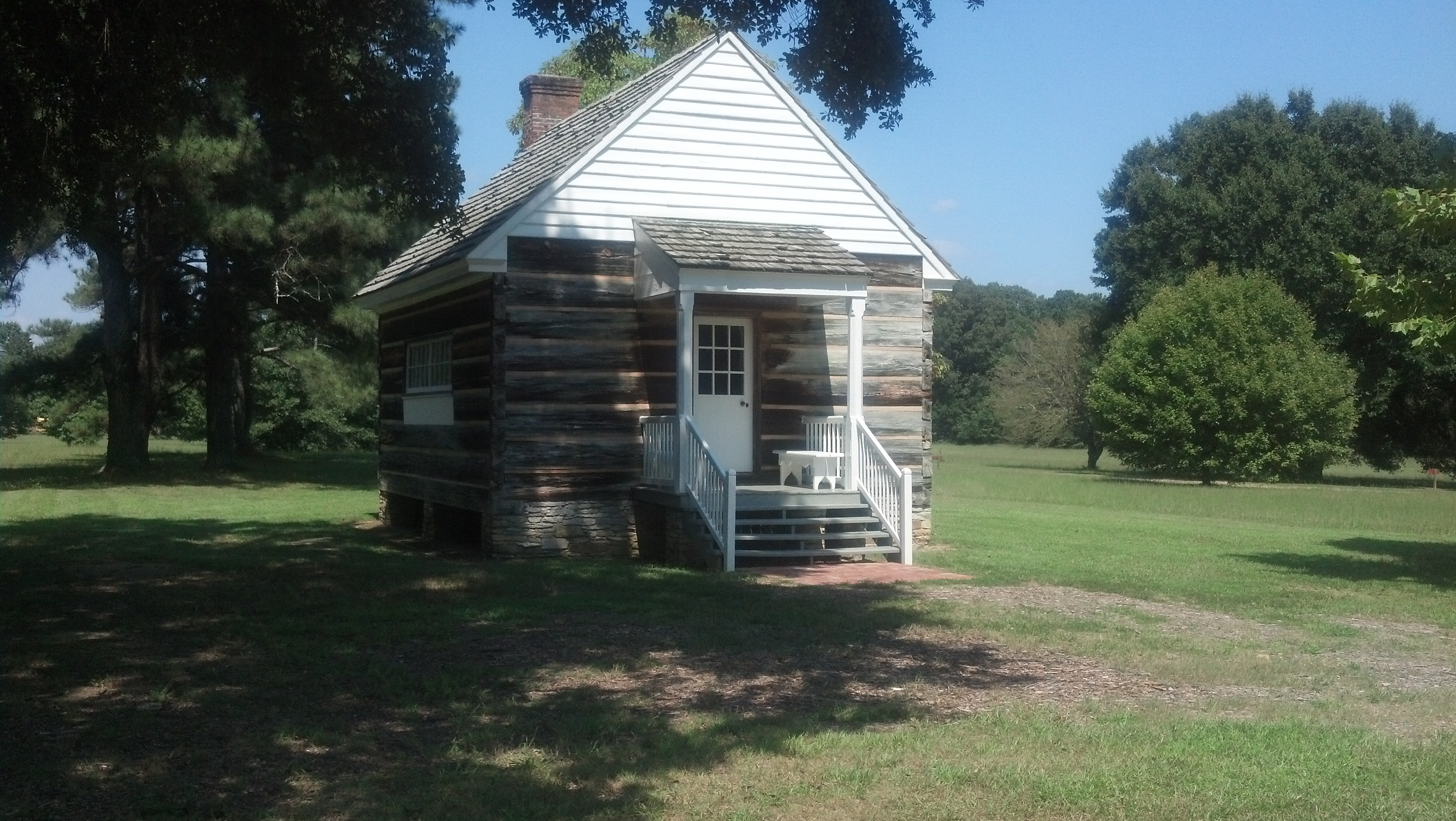
Das erste indianische Zeitungsbüro des Cherokee Phoenix in New Echota

Das seit 1819 vorhandene „Council House“ (Parlamentsgebäude) wurde ausgebaut. Außerdem wurden ein zentraler Platz, eine Hauptstraße und ein Friedhof angelegt. Ein Gerichtsgebäude, private Wohnhäuser, Geschäfte, eine Missionsstation und -schule sowie die erste indianische Zeitungsdruckerei wurden gebaut. Hier wurde die erste indianische Zeitung, The Cherokee Phoenix, von Elias Boudinot herausgegeben und am 21. Februar 1828 erstveröffentlicht. Sie wurde auf Englisch und auf Cherokee herausgegeben. Für letztere Sprache wurde die im Jahr 1821 von Sequoyah entworfene Cherokee-Silbenschrift verwendet. Isaac H. Harris druckte die Zeitungen. Der Missionar Samuel Austin Worcester und die Auslandsmissionsgesellschaft halfen beim Aufbau der Zeitungsdruckerei im Jahr 1826, bei der Beschaffung des Druckapparats und anderer Ausstattung. Samuel Worcester wurde beauftragt, die Lettern für das Cherokee-Alphabet zu gießen. Die damaligen Stammeshäuptlinge (Elias Boudinot, Stand Watie, Major Ridge und Elijah Hicks) sammelten Geld, um die Zeitung zu finanzieren. Die Zeitung enthielt Nachrichten, Gesetze, Features, Berichte über die Cherokee-Nation, sowie gesellschaftliche, kulturelle und religiöse Themen. Über die Gerichtsurteile im Zusammenhang mit der Vertreibung der Indianer und die folgenden Ereignisse wurde ebenfalls ausführlich berichtet.
Nachdem im Cherokee Gebiet und in anderen Teilen Georgias Gold gefunden wurde, begann ab 1829 der Goldrausch des Landes. Daraufhin wurde das Land der Cherokee, auch wegen des fruchtbaren Bodens, sehr begehrt.
Am 28. Mai 1830 wurde der Indian Removal Act verabschiedet, das der Regierung erlaubte, Umsiedlungs-Verträge mit den verschiedenen Indianerstämmen abzuschließen. Noch im selben Jahr wurde ein weiteres Gesetz verabschiedet, das Weißen verbot, sich im Gebiet der Cherokee ohne Staatserlaubnis aufzuhalten. Daraufhin protestierten Worcester und elf weitere Missionare dagegen, da sie durch dieses Gesetz keine Möglichkeit hatten, den Cherokee zu helfen, sich einer Vertreibung zu widersetzen.
Zwei Jahre später wurde das Gebiet der Cherokee ohne deren Einverständnis in die sechste Landlotterie Georgias aufgenommen und weißen Siedlern zugewiesen. Nach diesem Vorfall verließen die meisten Cherokee ihre Hauptstadt und New Echota wurde zur Geisterstadt. Die Ratstreffen wurden nach Red Clay, das im heutigen Tennessee liegt, verlegt.
Die weniger als 500 verbliebenen Cherokee gründeten die „Treaty Party“ (Vertragspartei), die sich – nach ihrem Anführer, dem Häuptling Major Ridge – auch Ridgeites nannte. In Elias Boudinots Haus unterzeichneten sie am 29. Dezember 1835 den Vertrag von New Echota, der die Umsiedlung der Cherokee regelte und ihnen Geld, sowie neue Siedlungsgebiete im Indianer-Territorium im Austausch für ihr Land zusprach. Der Vertrag besagte außerdem, dass Cherokee, die in ihrer Heimat bleiben möchten, nicht umgesiedelt werden. Da zu den Ridgeites jedoch keine Stammeshäuptlinge gehörten, bezeichnete John Ross, der damalige Häuptling, den Vertrag als ungültig und verlangte die Genehmigung eines neuen, von ihm selbst aufgesetzten Vertrags. Ohne auf diese Forderung einzugehen, wurde schließlich der ursprüngliche Vertrag von New Echota von der Regierung Georgias genehmigt.
Daraufhin wurden im Jahr 1838 die Cherokee, die der Umsiedlung zugestimmt hatten, umgesiedelt. Die Indianer wurden zunächst in einer Befestigung namens Fort Wool, die in New Echota errichtet wurde, untergebracht. Danach schickte man sie an die nördliche Grenze des Gebiets der Cherokee Nation und von dort aus nach Westen. Letzten Endes wurden auch die Cherokee, die der Umsiedlung nicht zugestimmt hatten, mit Gewalt durch die US-Armee unter Kommando von Winfield Scott nach Westen vertrieben. Dieser Weg nach Westen, der sogenannte Trail of Tears, kostete mehr als 4000 Cherokee wegen unzureichender Organisation, nicht ausreichender Lebensmittelversorgung, Krankheiten, sowie schlechter Klimabedingungen das Leben.

## Nach der Vertreibung
Nach der Vertreibung wurden einige Gebäude weiterhin genutzt. Ein Wohnhaus wurde zur Schule umfunktioniert und Samuel Worcesters Haus bis in die 1950er Jahre weiter bewohnt. Andere Gebäude wurden versetzt oder abgerissen. Das übrige Land wurde größtenteils in landwirtschaftliche Fläche umgewandelt. Trotzdem wirkte die Stadt verlassen.

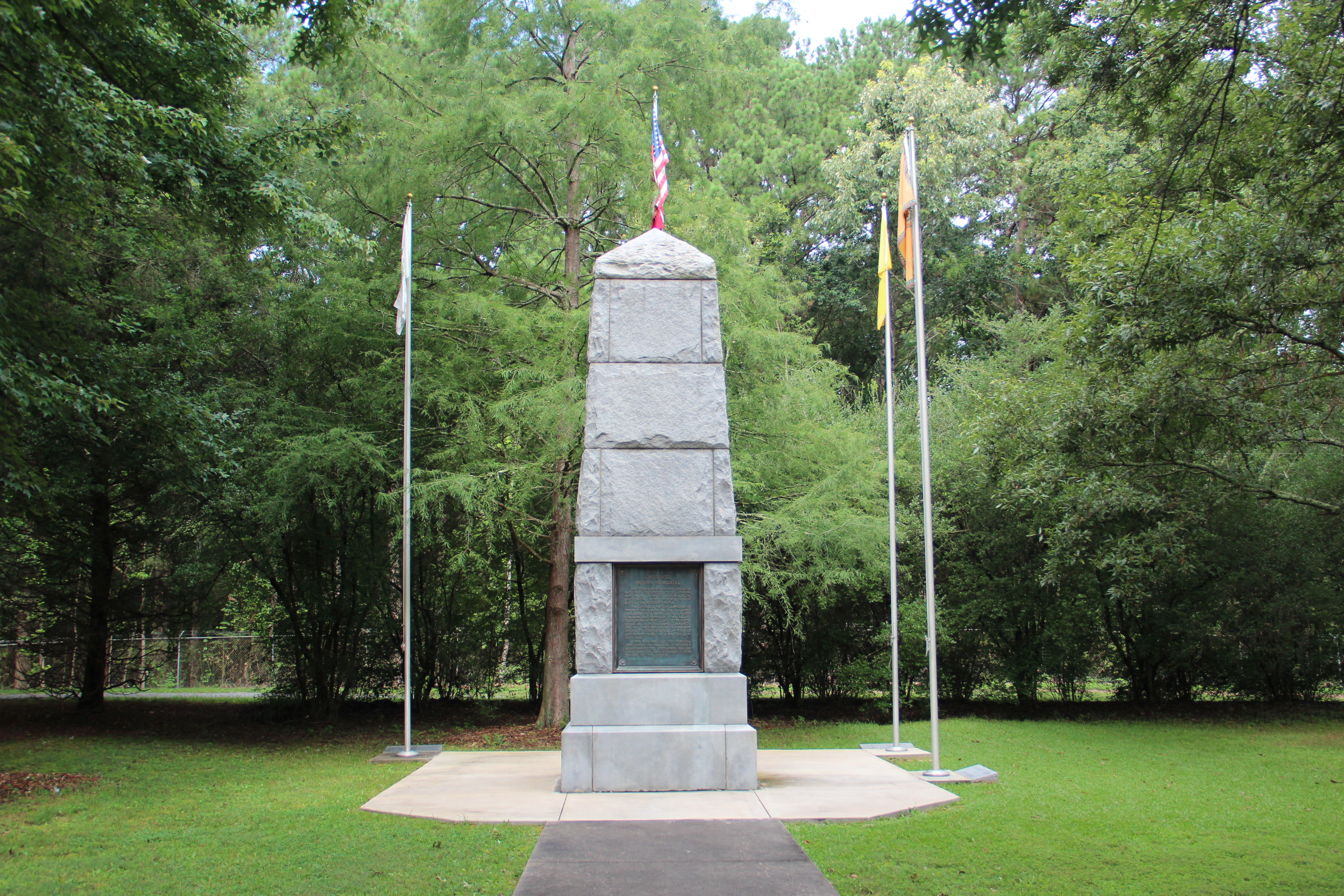
Das Denkmal zu Ehren der Cherokee, die auf dem Pfad der Tränen ums Leben kamen.

Erst im frühen 20. Jahrhundert veränderte sich die Stadt. Das US-Kriegsministerium (heute US-Verteidigungsministerium) kaufte einen Teil des Landes, zu dem auch New Echota gehört. 1930 wurde in der Nähe des Stadtzentrums mit dem Bau eines Denkmals für die Cherokee, die auf dem Pfad der Tränen umkamen, begonnen. Ein Jahr später wurde dieses fertiggestellt. 1933 wurde das Land vom Kriegsministerium an den National Park Service übertragen. Dies führte dazu, dass die Stadt nicht weiter zur historischen Stätte ausgebaut wurde und zunehmend verwahrloste. Erst 20 Jahre später, in den 1950er Jahren wurden archäologische Grabungen durchgeführt, wobei unter anderem Geschirr und Haushaltswaren gefunden wurden. 600 von insgesamt ca. 1700 Artefakten konnten dem Besitz der Cherokee zugewiesen werden. Der bedeutendste Fund war ein Großteil der Lettern die für den Druck des Cherokee Phoenix verwendet wurden.

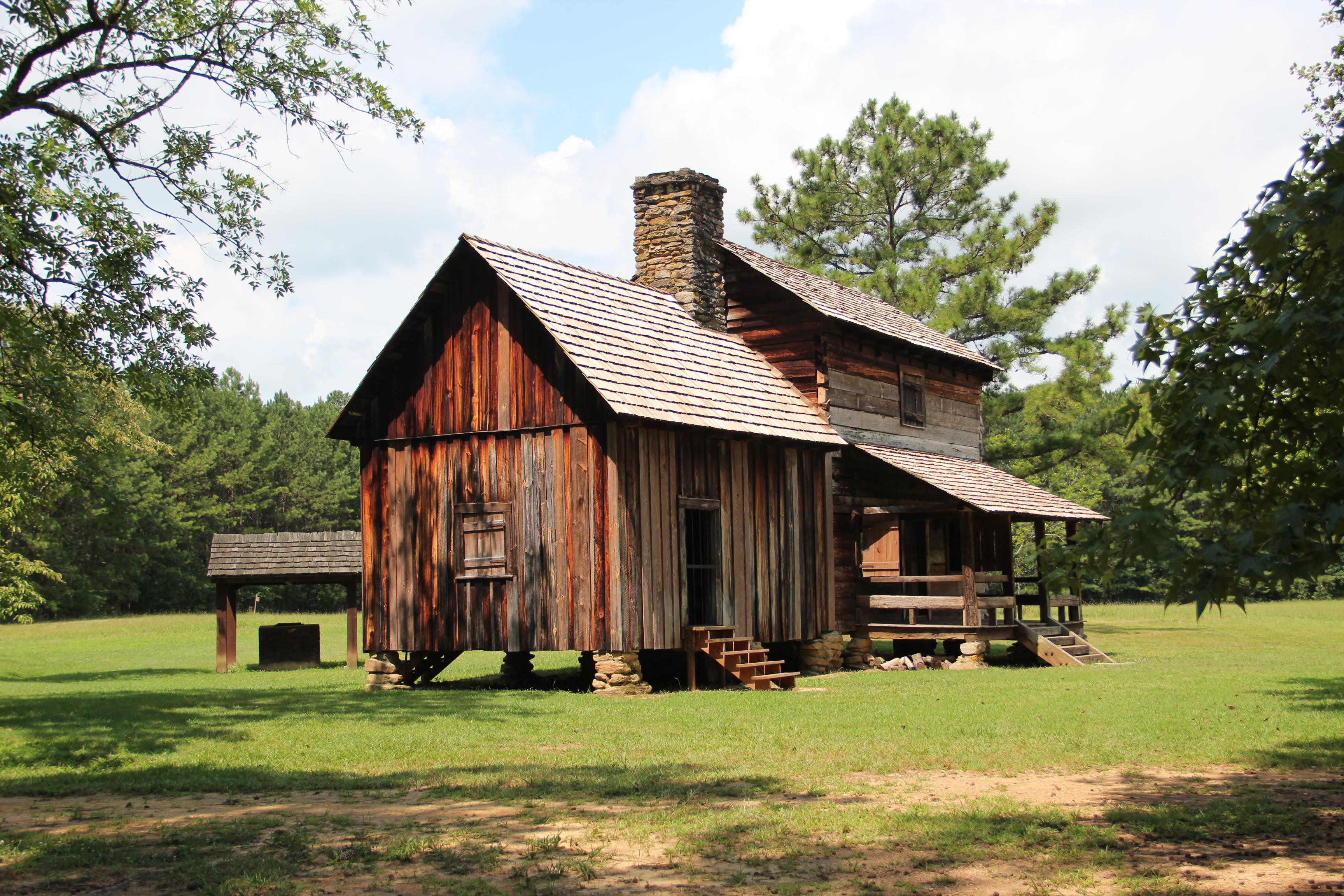
Eine von Chief James Vanns Tavernen. 1955 nach New Echota versetzt.

1956 wurde das Gebiet von New Echota der Georgia Historical Commission übertragen. Nachdem der Bundesstaat Georgia den Wiederaufbau der Stadt als State Park am 13. März 1957 genehmigte, wurde eine von Chief James Vanns Tavernen aus einem Flussbett nach New Echota versetzt und restauriert. Ein Jahr später wurde mit der Restaurierung des Worcester Hauses begonnen. Das Ratshaus, der oberste Gerichtshof, sowie die Zeitungsdruckerei des Cherokee Phoenix konnten mit Hilfe von gefundenen Überresten oder Beschreibungen rekonstruiert werden.
Am 12. Mai 1962 wurde der State Park schließlich eröffnet. Auf dem Gelände befinden sich eine Räucherei, Scheunen, das Fundament des Wohnhauses von Boudinot mit original erhaltenem Brunnen, sowie unterschiedliche rekonstruierte Wohnhäuser. Alle restaurierten und rekonstruierten Gebäude bilden ein Freilichtmuseum, das besichtigt werden kann. In der Zeitungsdruckerei sind ca. 600 Teile der Lettern ausgestellt, die für den ersten Zeitungsdruck verwendet wurden. Ein kleines Museum, das 1969 hinzugefügt wurde, sowie das Denkmal der Cherokee, das 1988 in die Nähe des Museums versetzt wurde, kann ebenfalls besucht werden. Andere Gebäude, wie zum Beispiel zwei Bauernhöfe gegenüber dem State Park sind nicht öffentlich zugänglich, da sie sich im Privatbesitz befinden. Ein zwei Kilometer langer Interpretationsweg (Newtown Trail) verläuft durch die Stadt und endet im Stadtzentrum von New Echota, wo die Cherokee bis zu ihrer Umsiedlung lebten.